# Missi dominici
Pour les articles homonymes, voir Missi (homonymie) et Dominici.
Les missi dominici (du latin, en français : envoyés seigneuriaux), sont un organe et une charge institués en 789 et renouvelés en 802 par le pouvoir carolingien. Les missi sont des envoyés spéciaux des souverains carolingiens qui contrôlent les représentants du pouvoir royal au niveau local. Ils permettent au souverain de hiérarchiser son administration, de centraliser le pouvoir et sont l'expression d'une idéologie proprement impériale.
Envoyés en collège de deux ou trois — et souvent plus —, comptant en général au moins un comte et un évêque, ils sont dans un premier temps étrangers au district — missatica — qu'ils administrent. Des missi extraordinaires représentent l'empereur dans des circonstances spéciales et, éventuellement, en dehors de leur région d'exercice habituel. Les missi dominici portent une sorte de toge de couleur ou blanche.
Ils sont parfois appelés, au singulier, missus dominicus. Ils peuvent aussi être désignés par le terme allemand Sendgraf. 

## Histoire

### Genèse
Présents dans l'administration mérovingienne, leur institution date de Charles Martel et de Pépin Le Bref, qui les envoient pour vérifier l'exécution de leurs ordres. Quand Pépin devient roi en 751, il envoie des missi de manière désordonnée[réf. nécessaire].

### Montée en puissance sous Charlemagne
Charlemagne en fait un élément-clef de l'administration de son royaume dès 775. Après son couronnement en 800, les missi dominici illustrent un pouvoir central au sein de l'Empire carolingien, dont ils sont l'instrument de sa mise en ordre.[style à revoir] 
Ces envoyés ne sont que rarement des fonctionnaires permanents mais plus souvent choisis au sein de l'aristocratie d'Empire, ce qui souligne le caractère prestigieux de la fonction. Jusqu'en mars 802, les envoyés étaient recrutés parmi les vassaux de petite noblesse. Puis, à la suite d'affaires de malversations, des personnalités de haut rang, archevêques, abbés, évêques et comtes, jugés davantage dignes de confiance, exécutent les missions. On connaît quelques inspections  de missi dominici, telles celles d'Arimodus et Wernerius en 778 ou de Leidrade et Théodulfe en 798, mais même sous le règne de Charlemagne, il semble difficile de trouver des hommes pour exécuter ces fonctions sans partialité, comme le prouve la multiplication du rappel des obligations lors des plaids. 

### Évolutions tardives
Au cours du IXe siècle, les forces qui conduisirent la féodalité à rendre les fiefs héréditaires comme seul moyen pour assurer la stabilité, en particulier face aux agressions externes comme celles des Vikings, conduisent à l'effondrement du pouvoir royal au profit de celui de ses vassaux. Dans ces conditions, il n'est plus question d'un contrôle par le souverain sur les seigneurs qui dépendent théoriquement de lui. En 830, Nominoë, noble breton nommé missus imperatoris par Louis le Pieux, établit un pouvoir central, devient potentat de Bretagne (ducatus ipsius gentis) et nomme à son tour des missi dominici.
La fonction, qui affirme son efficacité, perdure cependant au sein des trois royaumes nés du partage de Verdun et est attestée jusqu'au Xe siècle.

## Missions et fonctions

### Missions religieuses et séculières
La mission des envoyés du souverain s'exerce tant sur le plan religieux que sur le plan séculier, deux préoccupations qui se répondent et se complètent dans l'organisation du regnum franc. Un capitulaire de 802 définit précisément leurs tâches. Ils doivent rendre la justice, faire respecter des droits royaux, contrôler les officiers royaux et en particulier les comtes, recevoir les serments d'allégeance, superviser la conduite et le travail du clergé et vérifier l'orthopraxie au sein de l'Empire. Ils doivent réunir les fonctionnaires du district visité, leur expliquer leurs fonctions et leur rappeler leurs obligations civiles et religieuses. Des instructions spécifiques - lettres, formulaires, diplômes - sont donc données aux missi en fonction de la mission qui leur était confiée (notons que ces instructions sont nombreuses à nous être parvenues). 
En bref, ils sont les représentants du roi ou de l'empereur et les habitants du district visité doivent pourvoir à leur subsistance. Éventuellement, ils mènent l'armée au combat.

### Gestion desmissatica
Les districts placés sous le contrôle des missi et qu'ils devaient visiter quatre fois dans l'année, étaient appelés missatica ou legationes, terme qui illustre l'analogie avec les légats du Pape. 
Certains missatica sont connus :
- En 802, capitularia missorum
- En 853, capitulaire de Servais

Au sein des régions, les missi sont aussi chargés de s'assurer du bon état des constructions publiques et de la réforme du réseau routier, réforme associée et complémentaire à celle de l'administration. 